# Solomon Berewa
Solomon Ekuma Dominique Berewa, né le 6 août 1938 et mort le 5 mars 2020 à Freetown, est un homme politique sierra-léonais.

## Biographie
Solomon Berewa est née en 1938 dans la chefferie de Bumpe, district de Bo.
Solomon Berewa fut d’abord procureur général et ministre de la justice de 1996 à 1997 puis de 1998 à 2002.
Il était vice-président du pays entre le 21 mai 2002 et septembre 2007. À la fin de l’année 2005, il a été investi par le Parti du peuple de Sierra Leone pour l'élection présidentielle de 2007. Il est battu par Ernest Bai Koroma.
Il meurt le 5 mars 2020 à l'hôpital Choithram de Freetown, à l'âge de 81 ans.